# مسجد كامبونج بيلايس
مسجد كامبونج بيلايس أحد مساجد بروناي .

## الموقع
يقع مسجد كامبونج بيلايس في منطقة كامبونج بيلايس، والتي تبعد حوالي ثمانبة كيلومترات من بلدة بانجر في بروناي .

## البناء
تم بناء مسجد كامبونج بيلايس في شهر نوفمبر تشرين الثاني من عام 1994، على موقع أرض مساحتها 0.3286 هكتار، واكتمل بناء المسجد في شهر نوفمبر تشرين الثاني من عام 1996، وبلغت نفقات البناء 1،600،000.00 دولار .

## استيعاب المسجد
تبلغ قدرة المسجد الاستيعابية حوالي 300 مصلي في وقت واحد، واحدة من التسهيلات المتاحة في المسجد وجود مكتبة تحتوي على العديد من الكتب.